# Combat Mecha Xabungle
Combat Mecha Xabungle (яп. 戦闘メカ ザブングル Сэнто: Мэка Дзабунгуру, Боевой робот Забунгл) — японский аниме-сериал, выпущенный студией Sunrise, режиссёр — Ёсиюки Томино. Транслировался по телеканалам Nagoya TV и TV Asahi с 6 февраля 1982 года по 29 января 1983 года. Всего выпущено 50 серий аниме. Во время выпуска аниме-сериала в Японии выпускалась серия игрушек робота Забунгла — мини-гокина. 9 июля 1983 года был выпущен полнометражный мультфильм длительностью в 84 минуты.

## Сюжет
Планета Зола разделена на множество отдельных социальных групп. Самые высшие из них — Невинные, обладающие уникальными технологиями, оставленными древней цивилизацией, и Гражданские, которые полагаются на собственноручно созданную механику. Невинные используют древние технологии, чтобы сохранять распри между людьми, укрепляя таким образом свою власть. Параллельно Гражданские разрабатывают огромных человекообразных роботов Уокеров с целью удобной транспортировки людей, товаров, строительства и других возможностей. Однако на тот момент машины были ещё большой редкостью. Молодой парень Джирон Амос крадёт робота типа Забунгл, чтобы управлять им, и быстро собирает новых соратников, однако, как вор, попадает в неприятности и вынужден путешествовать по пустыням планеты Золы. В конце концов он оказывается втянутым в борьбу против Невинных.

## Роли озвучивали
- Синья Отаки — Джон Амос
- Мари Ёкоо — Элчи Карго
- Саэко Симадзу — Лаг Урао
- Тосио Фурукава — Блюм
- Кэйсукэ Ямасита — Дайк
- ТАРАКО — Чил
- Синго Хиромори — Коцэтт Мэмума
- Кацудзи Мори — Биэл
- Бандзё Гинга — Тимп Шарон/Голос за кадром
- Иссэй Футамата — Кид Хорла
- Томомити Нисимура — Гераба Гераба
- Кодзи Тотани — Вирам Ки
- Наоки Тацута — Сандора Пропопиев
- Канэто Сиодзава — Артур Ланк
- Масахару Сато — Медик